# Сталис (Удине)
Сталис је насеље у Италији у округу Удине, региону Фурланија-Јулијска крајина.
Према процени из 2011. у насељу је живело 5 становника. Насеље се налази на надморској висини од 885 м.